# Model propagandy
Treść tego artykułu może nie być zgodna z zasadami neutralnego punktu widzenia.
Dokładniejsze informacje o tym, co należy poprawić, być może znajdują się w dyskusji tego artykułu.
 Po wyeliminowaniu niedoskonałości należy usunąć szablon [[Szablon:Dopracować|]] z tego artykułu.
Model propagandy – teoria autorstwa Edwarda Hermana i Noama Chomskiego. Model ten zakłada tendencję systemowo-uwarunkowanego odchylenia w obiektywności niepaństwowych środków masowego przekazu, którą wyjaśnia na podstawie uwarunkowań ekonomicznych.
Model ten został zaprezentowany w książce Produkowanie zgody: Polityczna ekonomia mass mediów (ang. Manufacturing Consent: the Political Economy of the Mass Media). Teoria Hermana i Chomskiego zakłada istnienie „pięciu filtrów, które stanowią o selekcji typów wiadomości i dopuszczaniu ich do publikacji, a także zakłada podział ról, które mają być pełnione lub wykonywane (np. kto ma mieć pracę, a kto nie)”. Do pięciu filtrów w roku 1988 w USA zaliczono:
- własność
- źródło finansowania
- źródło informacji
- dezaprobata (amerykanizm: flak)
- antykomunistyczna ideologia.

Według założeń powyższego modelu trzy pierwsze filtry wywierają największy wpływ.
Media państwowe również podlegają filtrom. Model zakładający przychylność mediów państwowych wobec struktur rządowych (np. TVP, BBC) w tym artykule nie jest uwzględniany, jednakże bezsprzecznie funkcjonuje.

## Filtry

### Własność
Herman i Chomsky zauważyli, że wszystkie głównonurtowe media są dużymi korporacjami, które są częścią większych korporacji, których działalność wykracza dużo dalej poza media. Za przykłady można podać:
- TVN i Onet są częścią grupy ITI[1]
- We Francji wydawnictwo Hachette zostało częścią Matra-Hachette (Matra produkuje broń) i firma ta jest częścią większej grupy produkującej broń Lagardère.

Wielu firmom zależy na tym, aby pewne informacje nie zostały opublikowane. Można oczekiwać przychylności mediów (należących i zarządzanych przez te firmy) wobec informacji, które nie są „wygodne”. Im większa jest firma, tym efekt wpływu jest silniejszy.
Przyczyną, dla której filtr związany z ekonomią ma znaczący wpływ jest fakt, że korporacje w obrębie ekonomii rynku są zorientowane na zysk, tym samym są kontrolowane przez akcjonariuszy. Według autorów,
Jeśli menedżerowie nie podejmują działań, które mogą przynieść zysk, instytucje inwestujące będą skłaniać się do sprzedaży papierów wartościowych (czego efektem jest spadek cen), lub rozważą możliwość przejęcia przez inną firmę (s. 11)
Jeśli maksymalizacja zysku wiąże się z poświęceniem obiektywizmu wiadomości, może to oznaczać, że źródła wiadomości chcąc przetrwać na rynku są zmuszone do postaw przychylnych.

### Finansowanie
Autorzy zwracają uwagę, że przetrwanie mediów głównonurtowych w znacznej mierze zależy od reklamy. Przykładowo gazeta taka jak New York Times 75% zysków uzyskuje z reklam.
Znaczenie roli filtru (źródło finansowania) tłumaczy się tradycyjnym modelem biznesu. Tak jak w każdej firmie gazeta ma swój produkt i konsumentów. W sytuacji gdy 75% zysków pochodzi z reklam, kopie gazet nie są najistotniejszym produktem. Najważniejszym produktem są osoby, które kupią gazetę i w ten sposób staną się potencjalnymi odbiorcami reklamowanych towarów. Często czytelnicy gazet (ci względnie bogaci) mają znaczący wpływ na podejmowane decyzje w społeczeństwie. Konsumenci zakładają firmy, które płacą za sprzedaż reklamowanych dóbr.
Z punktu widzenia gazety firmy kupujące reklamy są konsumentami, zaś czytelnicy są produktem.
Z tego punktu widzenia wiadomości są tylko „nadzieniem”, które ma przyciągać uprzywilejowanych czytelników do reklam, będących de facto prawdziwymi treściami. Forma, selekcja oraz sposób prezentacji wiadomości mają na celu przyciągnięcie i utrzymanie odbiorców reklamowanych towarów. Artykuły, które nie wspierają „nastroju kupowania” są marginalizowane, również dotyczy to informacji przedstawiających wizerunek świata kolidujący z interesem reklamujących się firm.
Patrick le Lay, prezydent jednej z francuskich stacji telewizyjnych TF1, potwierdził w wywiadzie udzielonym w 2004 roku i opublikowanym w książce Les dirigeants face au changement (Editions du Huitième jour):
„...głównym celem TF1 jest pomoc Coca-Coli w, np. sprzedaży swoich produktów. (...) Aby przekaz reklamy został odebrany, mózg telewidza musi być dostępny. Nasze transmisje mają na celu przygotowanie umysłów do odbioru poprzez tzw. rozproszenie uwagi, zrelaksowanie i przygotowanie pomiędzy dwoma przekazami. To, co sprzedajemy Coca-Coli, to czas dostępu do ludzkiego mózgu.”

### Dezaprobata
Dezaprobata to potencjalna negatywna odpowiedź odbiorców programu na jego przekaz, mogąca przybierać np. formę listów, telefonów, petycji czy aktów prawnych. W przypadku przedsiębiorstw często realizowana poprzez rzeczników i biura prasowe.

### Dostęp do informacji
Środki masowego przekazu wymagają stałego przepływu informacji i dopływu codziennych wiadomości. W ekonomii industrialnej, w której konsumenci oczekują informacji o różnych wydarzeniach globalnych, zadanie to może być łatwo wykonywane przez sektor korporacji, który posiada niezbędne zasoby materialne. Informacje są głównie przekazywane np. przez ministerstwa, Council of Foreign Relations, Pentagon lub agencje rządowe. Dzięki niezbędnemu wsparciu ekonomicznemu i obustronnym interesie, rozwija się „symbioza” pomiędzy mediami i agencjami rządowymi.
Z jednej strony rząd i agencje prasowe ułatwiają mediom dostęp do swoich serwisów, powołując się na autorów (s. 22),
- zapewniają im zaplecze organizacyjne i logistyczne (sala, rzutnik itp.)
- wcześniejsze przygotowanie kopii planowanych wystąpień i sprawozdań
- planowanie godzin konferencji prasowych według np. programu telewizyjnego
- przygotowywanie ogłoszeń prasowych w dostępnym języku
- uważne organizowanie konferencji prasowych i „oprawy fotograficznej”

Z drugiej strony media nie chcą publikować artykułów, które mogłyby zaszkodzić agencjom, od których zależą. „Trudno jest mówić, że autorytety kłamią, jeśli się od nich zależy, nawet gdy kłamstwa autorytetów są oczywiste.” (ibidem)
W tej relacji funkcjonuje następujący „podział ról”: istnieją „osoby publiczne, które dysponują faktami i je przekazują” i „dziennikarze, którzy je otrzymują”. Dziennikarze akceptują informacje bezkrytycznie, co umożliwia im akceptację punktu widzenia i ideologii władzy bez dysonansu poznawczego.
Autorzy podsumowują swój model w następujący sposób:
„Model propagandy jest wiarygodny z punktu widzenia niekontrowersyjnych założeń wolnego rynku. Media prywatne są dużymi korporacjami sprzedającymi produkt (czytelników i telewidzów) biznesowi (reklamującemu się). Media narodowe (USA) zwykle mają na celu formowanie opinii elit, ale także ich obsługę. Grupy te z jednej strony są dobrym celem reklam, zaś z drugiej strony pełnią rolę w procesie podejmowania decyzji w sferach prywatnej i publicznej. Jeśli media nie przedstawiałyby mniej-więcej rzeczywistej wizji świata, potrzeby elit nie byłyby w pełni realizowane. Jednak społeczny cel elit również zakłada, że wizja świata kreowana przez media pokazuje interesy sprzedających, kupujących i rządowych oraz prywatnych instytucji, zdominowanych przez te grupy (s. 303).”

## Poparcie empiryczne
Produkowanie zgody zawiera duży obszar, w którym autorzy próbują testować własne hipotezy. Jeśli model propagandy jest właściwy (poprawny) i filtry oddziałują na zawartość mediów, oczekuje się szczególnych form preferencji, które w sposób systematyczny faworyzują interesy korporacji. Jest możliwe empiryczne sprawdzenie danego modelu, ponieważ ma konsekwencje empiryczne, które mogą być fałszowane. Autorzy użyli metodologii właściwej dla praktyki eksperymentu i dokonali porównań badanych przypadków z grupą kontrolną.
Pary podobnych wydarzeń o istotnych właściwościach, ale różnym zakresie oczekiwanych reakcji w mediach zostały porównane w obiektywnym pomiarze. Autorzy dokonywali porównań ilościowych np. ile centymetrów w kolumnach prasowych zostało poświęconych na ważne wydarzenia. Herman i Chomsky do eksperymentu wybrali te wydarzenia, które zostały uznane za dowody niezależności prasy, tak jak wojna w Wietnamie, afera Watergate i afera Iran-Contras: „wybierasz te przykłady, które oni wybierają by udowodnić ich pozycję [...] i patrzysz na nie, by zobaczyć, czy oni podążają za modelem propagandy” (ang. Understanding Power, s. 18).
Jednym z przykładów działania filtrów jest analiza artykułów dokonana przez Chomskiego i Hermana na temat Nikaragui. Analiza ta została przeprowadzona w latach 80. Według sondaży, około 9% osób badanych popierało partie opozycyjne, zaś większość (około 91%) popierała partię rządzącą – Sandinistów. Jednakże w analizowanym materiale dotyczącym Nikaragui (50 artykułów) autorstwa Stephena Kinzera, dziennikarza „New York Timesa”, nie zamieszczono wywiadów z pro-Sandinistami mieszkającymi w Nikaragui.
W 1984 r. polski ksiądz, Jerzy Popiełuszko, został zamordowany przez agentów służby bezpieczeństwa, formalnie funkcjonariuszy MSW. W tym samym czasie sto znanych z religijności osób z Ameryki Łacińskiej, w tym arcybiskup San Salvadoru i cztery kobiety z Kościoła USA, zostało zabitych przez siły bezpieczeństwa, popierane przez rząd USA. W mediach amerykańskich ukazało się o wiele więcej reportaży o morderstwie polskiego księdza, niż o morderstwach stu wiernych z Ameryki Łacińskiej. Również style prezentacji informacji były odmienne. W pierwszym przypadku podawano krwawe szczegóły, zaś w drugim tylko ogólne, mało konkretne informacje.
W przypadku zamordowanego księdza odpowiedzialnością obarczano najwyższą władzę w Polsce (nawet wpływ ZSRR), zaś w drugim przypadku pojawiały się niewyraźne aluzje, że rządy centralne nie mogły ograniczyć przemocy ze strony prawicy i lewicy. Tymczasem faktem jest, że rząd był bezpośrednio odpowiedzialny za morderstwa. Również pewny jest bezpośredni wpływ agencji rządowych USA na morderstwa i fakt ten był dobrze znany i bezsprzeczny. Jednakże media nie obarczyły odpowiedzialnością Stanów Zjednoczonych.
Według autorów, rezultaty analiz całkowicie potwierdziły ich przewidywania. Stwierdzono istnienie silnej korelacji. Chomsky uważa, że model propagandy jest prawdopodobnie najlepiej potwierdzoną empirycznie teorią w naukach społecznych.

## Zastosowania modelu
Od chwili ukazania się Produkowania zgody Herman i Chomsky zaczęli wykorzystywać ten model nadając mu istotną rolę w swoich publikacjach. Chomsky często używał go do wyjaśniania postaw mediów wobec różnych wydarzeń, takich jak wojna w Zatoce Perskiej w latach 1990–1991, inwazja na Panamę (1989) i inwazja na Irak (2003). Herman stworzył instytucję, której celem była analiza funkcjonowania mediów: Fairness and Accuracy in Reporting (FAIR) („Sprawiedliwość i Rzetelność w Dziennikarstwie”). Instytucja ta od 1986 roku dokonała wielu dobrze udokumentowanych krytyk mediów i cenzury.
Dzięki możliwościom taniej i powszechnej komunikacji, które stwarza Internet, rośnie liczba niezależnych stron WWW, które wykorzystują model propagandy do analizy mediów. Prawdopodobnie najbardziej konsekwentną i poważną stroną jest brytyjska MediaLens, przygotowana przez Davida Edwardsa i Davida Cromwella.